# Günter Srowig
Günter Srowig (* 13. September 1946) ist ein ehemaliger deutscher Fußballspieler.

## Werdegang
Der Stürmer Günter Srowig war zwischen 1971 und 1974 für die SVA Gütersloh in der damals zweitklassigen Regionalliga West aktiv und absolvierte dort 88 Spiele für die Ostwestfalen, mit denen er 1974 die Qualifikation für die neu geschaffene 2. Bundesliga verpasste. Er wechselte daraufhin zu Arminia Bielefeld, die sich für die neue Spielklasse qualifizieren konnten. Srowig gab am 3. August 1974 sein Zweitligadebüt beim Spiel gegen Borussia Dortmund, wo ihm mit dem Ausgleichstreffer auch sein erstes Zweitligator gelang. Srowig spielte von 1974 bis 1976 in Bielefeld und erzielte in 57 Zweitligaspielen acht Tore. Im Sommer 1976 verließ er die Bielefelder Alm und kehrte zur SVA Gütersloh zurück. 